# Шишлянников (посёлок)
Шишлянников — поселок в Таловском районе Воронежской области.
Входит в состав Новочигольского сельского поселения. Ранее входил в состав упразднённого Вознесеновского сельского поселения.

## География
В посёлке имеется одна улица — Садовая.

## Население
| 2010 |
| ---- |
| 23   |